# Anke Weiler
Anke Weiler (* 30. August 1972) ist eine ehemalige deutsche Ruderin, die 1995 Weltmeisterschaftszweite im Vierer ohne Steuerfrau war. 

## Karriere
Anke Weiler gewann 1990 mit dem Vierer ohne Steuerfrau der DDR die Goldmedaille bei den Juniorenweltmeisterschaften. 1993 belegte sie, nun für das wiedervereinigte Deutschland startend, im Zweier ohne Steuerfrau den sechsten Platz beim Nations-Cup, einem Vorläuferwettbewerb der U23-Weltmeisterschaften.
1995 gewann sie ihren ersten deutschen Meistertitel mit dem Achter. Bei den Weltmeisterschaften 1995 in Tampere gewann der deutsche Vierer mit Gerte John, Doreen Martin, Dana Pyritz und Anke Weiler die Silbermedaille mit anderthalb Sekunden Rückstand auf das Boot aus den Vereinigten Staaten.
Erst 1998 war die für den RV Saarbrücken rudernde Weiler wieder bei den Weltmeisterschaften dabei und belegte den sechsten Platz im Vierer. 1999 und 2000 gewann Weiler zwei weitere Meistertitel mit dem Achter. Bei den Weltmeisterschaften 1999 erreichte sie den sechsten Platz mit dem Achter, verpasste damit aber die Qualifikation für die Olympischen Spiele 2000. 2001 nahm sie ein letztes Mal an Weltmeisterschaften teil und belegte den achten Platz im Vierer.